# Hans Kosmala

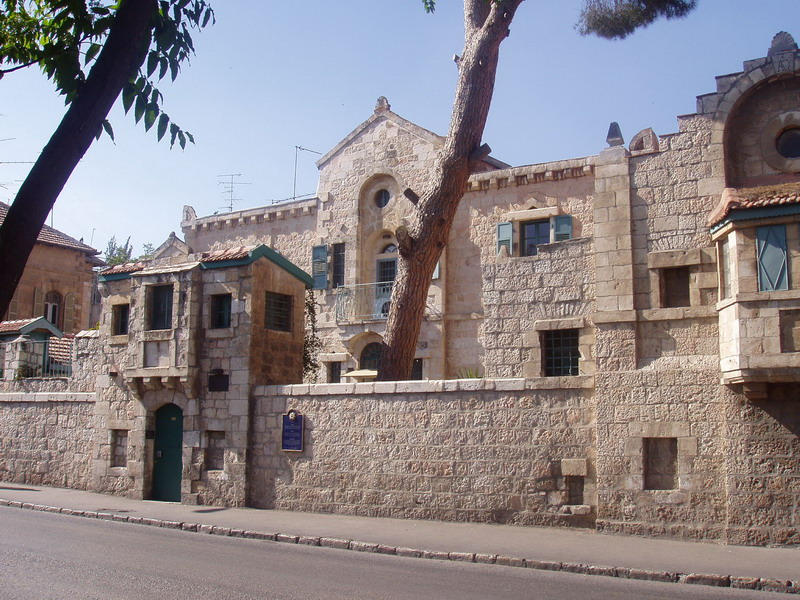
Svenska teologiska institutet i Jerusalem, där Hans Kosmala var direktor 1951-71

Hans Kosmala, född 30 september 1903 i Breslau i dåvarande Tyskland, död 24 april 1981, var en tysk teolog.
Hans Kosmala var son till en skräddarmästare och utbildade sig i ekonomi. Han blev 1935 chef för Institutum Judaicum Delitzschianum (IJD) i Leipzig, vilket hade etblerarats i Franz Delitzsch anda för att föra judenhet och kristenhet närmare varandra. Efter förföljelser av Gestapo flyttade Hans Kosmala samma år till Wien för att arbeta på Svenska Israelsmissionens missionsstation där.
Hans Kosmala och stationens föreståndare Göte Hedenquist redigerade tillsammans tidskriften Aus zwei Welten från 1936 fram till Anschluss 1938. Mellan 1951 och 1971 var han direktor för Svenska teologiska institutet i Jerusalem. Han bosatte sig därefter i Gloucestershire i Storbritannien.